# James Strandberg
James Victor Strandberg, född den 9 mars 1883 i Stockholm, död där den 31 januari 1942, var en svensk läkare. Han var son till Georg Strandberg och far till Olle Strandberg.
Strandberg blev medicine kandidat i Stockholm 1805, medicine licentiat 1909 och medicine doktor 1917. Han anställdes vid Sankt Görans sjukhus 1909, där han senare blev överläkare. Strandberg blev docent i syfilidologi och dermatologi vid Karolinska institutet 1922 och professor 1936. Han var överläkare och direktör vid Lilla Hemmet, medlem av arméförvaltningens sjukvårdsstyrelse och medicinalstyrelsens vetenskapliga råd samt generalsekreterare i Nordiska dermatologiska föreningen. Strandberg, som även var privatpraktiserade läkare i Stockholm, skrev ett 80-tal arbeten inom dermatologi och syfilidologi. Vid hans bortgång skrev Viktor Wigert: "James Strandberg var framför allt kliniker med en ytterst vaken och skarp iakttagelseförmåga, som gjorde honom till en utomordentlig diagnostiker, och med en erfarenhet och ett omdöme, som gjorde honom till en lika god terapeut. Hans rikliga vetenskapliga produktion är i hög grad praktiskt lagd. Hans praktiska inriktning kom honom också att varmt intressera sig för de socialmedicinska problem som beröra hans ämnesområde." Strandberg blev riddare av Nordstjärneorden 1934. Han vilar på Norra begravningsplatsen utanför Stockholm.